# Port Charlotte
Port Charlotte is een plaats (census-designated place) in de Amerikaanse staat Florida, en valt bestuurlijk gezien onder Charlotte County.

## Demografie
Bij de volkstelling in 2000 werd het aantal inwoners vastgesteld op 46.451.

## Geografie
Volgens het United States Census Bureau beslaat de plaats een oppervlakte van
61,8 km², waarvan 57,7 km² land en 4,1 km² water.

## Plaatsen in de nabije omgeving
De onderstaande figuur toont nabijgelegen plaatsen in een straal van 16 km rond Port Charlotte.